# Люберецкие карьеры
Любере́цкие карьеры (Дзержи́нские карьеры) — группа затопленных карьеров, связанных протоками, в Московской области в границах городских округов Дзержинский и Котельники, в том числе:
- Большой Дзержинский карьер / Карьер Земснаряд Люберецкого ГОК;
- Большой Люберецкий / Лесной карьер;
- Малый Люберецкий карьер.

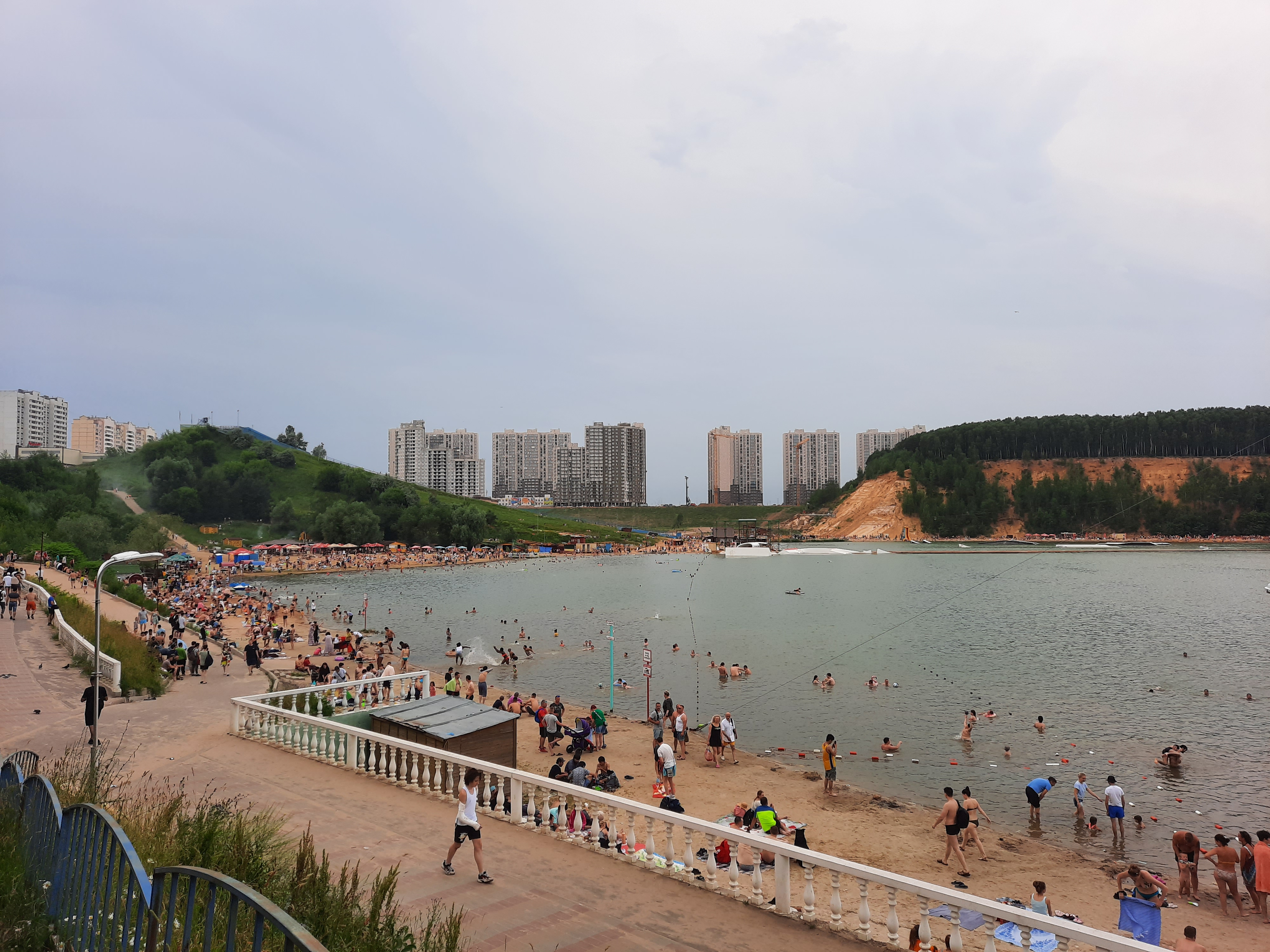
Большой Дзержинский карьер

На Люберецкой группе месторождений добывались белые и жёлтые стекольные мелкозернистые пески; часть объектов Люберецкой группы месторождений впоследствии были законсервированы в соответствии с требованиями экологической безопасности.
На берегу карьера Земснаряд расположены набережная (спуск по лестнице с Угрешской улицы города Дзержинского), городской пляж, экстрим-парк Фристайл, горнолыжные склоны, волейбольные площадки, песчаный участок Юрского периода. Пляжи карьера — популярное место отдыха жителей города Дзержинского и окрестных городов.
Берега Большого Люберецкого карьера выходят к Томилинскому лесопарку и СНТ Горняк; в центре карьера имеется остров Каменка (бывший полуостров, ставший островом из-за подъёма уровня воды), популярное место отдыха натуристов.
На берегу Малого Люберецкого карьера расположены цеха Люберецкого ГОК, СНТ Восход и Малый Карьер.